# 白元初
白元初（1941年11月—），男，汉族，湖北新洲人，中共党员，中华人民共和国政治人物。

## 人物经历
白元初于1966年9月参加工作，1971年1月加入中国共产党，曾任新洲县机械局副局长、中共新洲县委副书记、书记，中共武汉市委副秘书长等职务。 1992年转任中共武汉市东西湖区党委书记，期间，他因政绩突出于1995年获得中共中央组织部表彰为“全国优秀县委书记”。
1998年1月，白元初当选为武汉市政协副主席，2003年1月届满退休。